# Coming to Terms
Coming to Terms är det amerikanska rockbandet Carolina Liars debutalbum. Albumet släpptes den 20 maj 2008.

## Låtlista
1. "I'm Not Over" – 3:23
2. "Coming To Terms" – 3:29
3. "Last Night" – 3:50
4. "Show Me What I'm Looking For" – 4:02
5. "Simple Life" – 3:31
6. "All That Shit is Gone" – 3:32
7. "California Bound" – 3:59
8. "Done Stealin" – 3:38
9. "Something To Die For" – 3:37
10. "Beautful World" – 4:08
11. "Better Alone" – 3:52
12. "When You Are Near" – 6:32